# Gałkowice
Gałkowice – wieś sołecka w Polsce położona w województwie świętokrzyskim, w powiecie sandomierskim, w gminie Dwikozy.
Prywatna wieś szlachecka Golkowice położona była w drugiej połowie XVI wieku w powiecie sandomierskim województwa sandomierskiego. W latach 1975–1998 miejscowość administracyjnie należała do województwa tarnobrzeskiego. W latach 1973–76 w gminie Wilczyce.

## Części wsi
| SIMC    | Nazwa    | Rodzaj    |
| ------- | -------- | --------- |
| 0790090 | Lisiny   | część wsi |
| 0790108 | Wójtówka | część wsi |

## Historia
Gałkowice wieś w powiecie sandomierskim. W r. 1578 „Golkowyeze”, własność Jakuba Stanisławskiego, dziedzica wsi Góry Wysokie.
Po jego śmierci w roku 1603 synowie Krzysztof i Wojciech zbyli Gałkowice na rzecz Elżbiety Sieniawskiej. Ta z kolei w roku 1616 zapisała swoje majętności na rzecz ufundowanego przez siebie klasztoru benedyktynek w Sandomierzu.